# Власовка (Полтавская область)
Власовка (укр. Власівка) — село, Власовский сельский совет, Зеньковский район, Полтавская область, Украина.
Код КОАТУУ — 5321381601. Население по переписи 2001 года составляло 607 человек.
Является административным центром Власовского сельского совета, в который, кроме того, входят сёла Горобии, Дадакаловка, Пеленковщина, Перелески и Соколовщина.

## Географическое положение
Село Власовка находится на берегу реки Ташань, выше по течению на расстоянии в 4 км расположен город Зеньков, ниже по течению на расстоянии в 1 км расположено село Дадакаловка. К селу примыкает лесной массив (сосна).

## История
- 1723 — в селе построена первая церковь.[2]
- Село указано на специальной карте Западной части России Шуберта 1826—1840 годов.[3]

## Экономика
- Санаторий «Сосновый бор» с источником минеральной воды «Ташань».
- ЧП АФ «Ташань».

## Объекты социальной сферы
- Школа I—II ст.
- Клуб.
- Стоматолог.

## Религия
- Свято-Троицкая церковь.